# Tracy City
Tracy City est une ville du comté de Grundy, dans le Tennessee, aux États-Unis. Sa population est estimée à 1 481 habitants au recensement de 2010.

## Élections de 2010
Lors des élections municipales du 13 avril 2010, la maire sortante, Barbara Brock a été battue 268 voix contre 85 par Carl Robin Graey Senor. Ce dernier étant décédé le 10 mars 2010, c'est au prochain conseil municipal de choisir le maire. Ce vote serait une réaction des habitants à l'encontre de la maire sortante.